# Primula sikkimensis
Primula sikkimensis är en viveväxtart som beskrevs av William Jackson Hooker. Primula sikkimensis ingår i släktet vivor, och familjen viveväxter.
Kallas på svenska trattviva. 

## Underarter
Arten delas in i följande underarter:
- P. s. hopeana
- P. s. pudibunda

## Bildgalleri

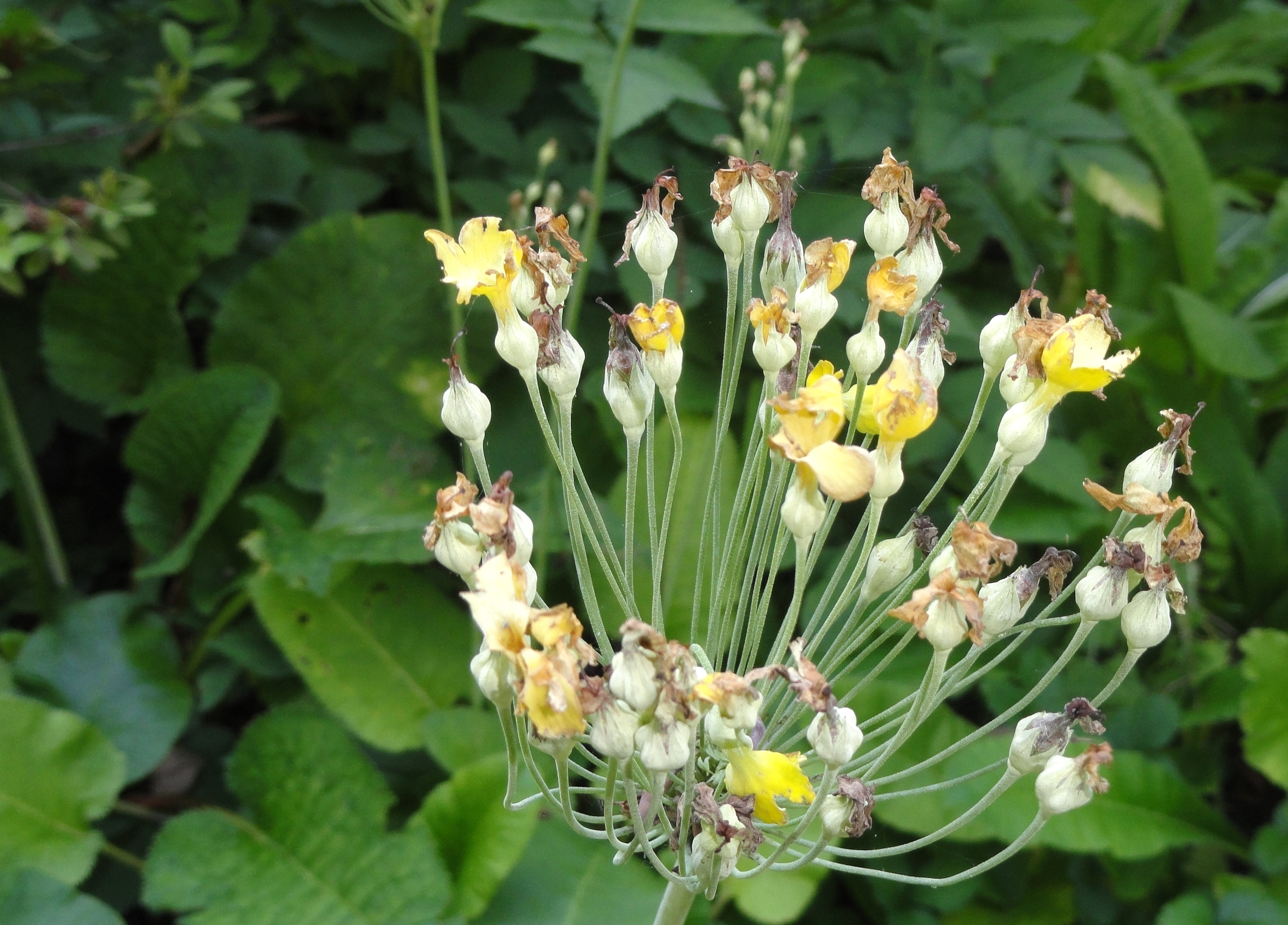
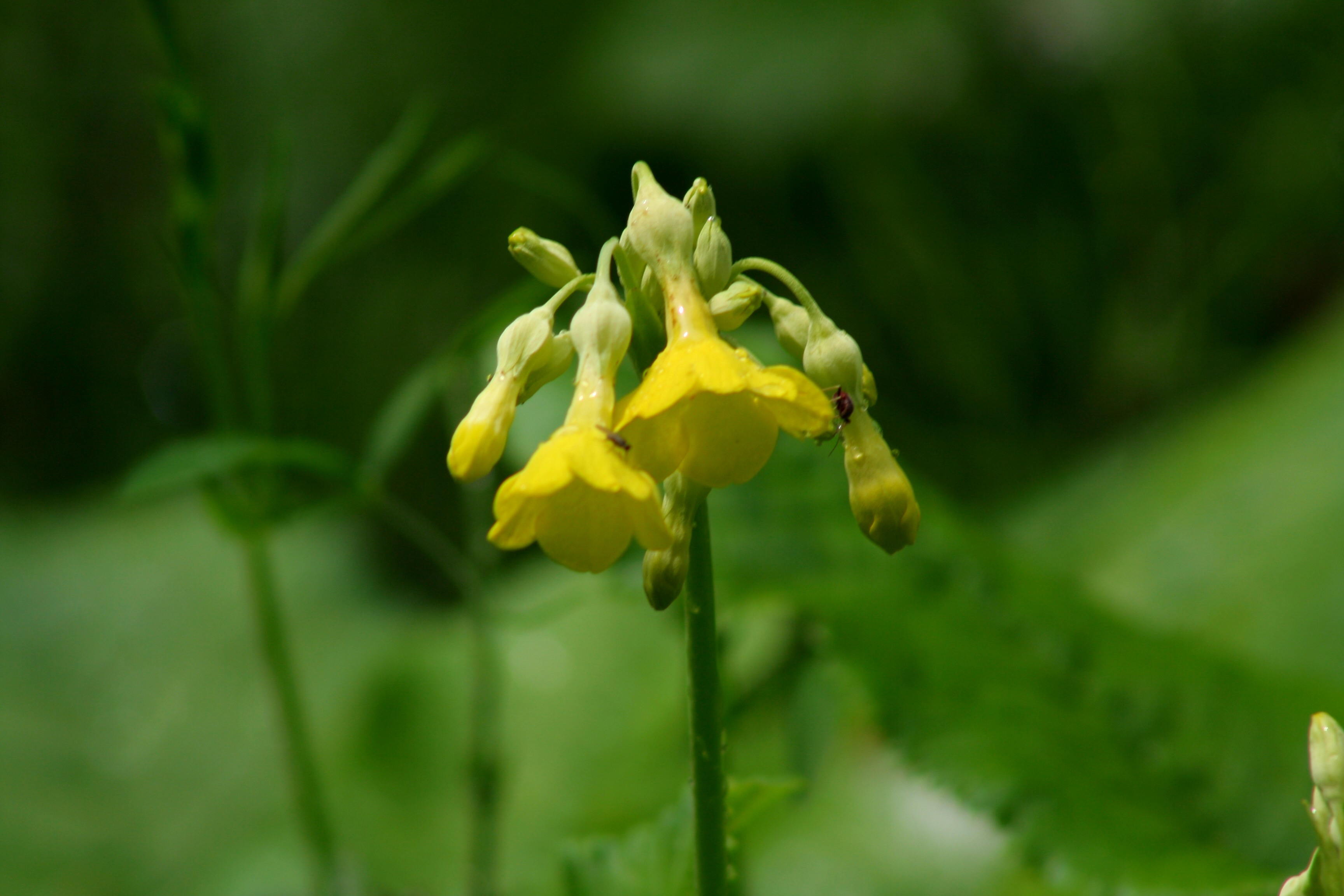
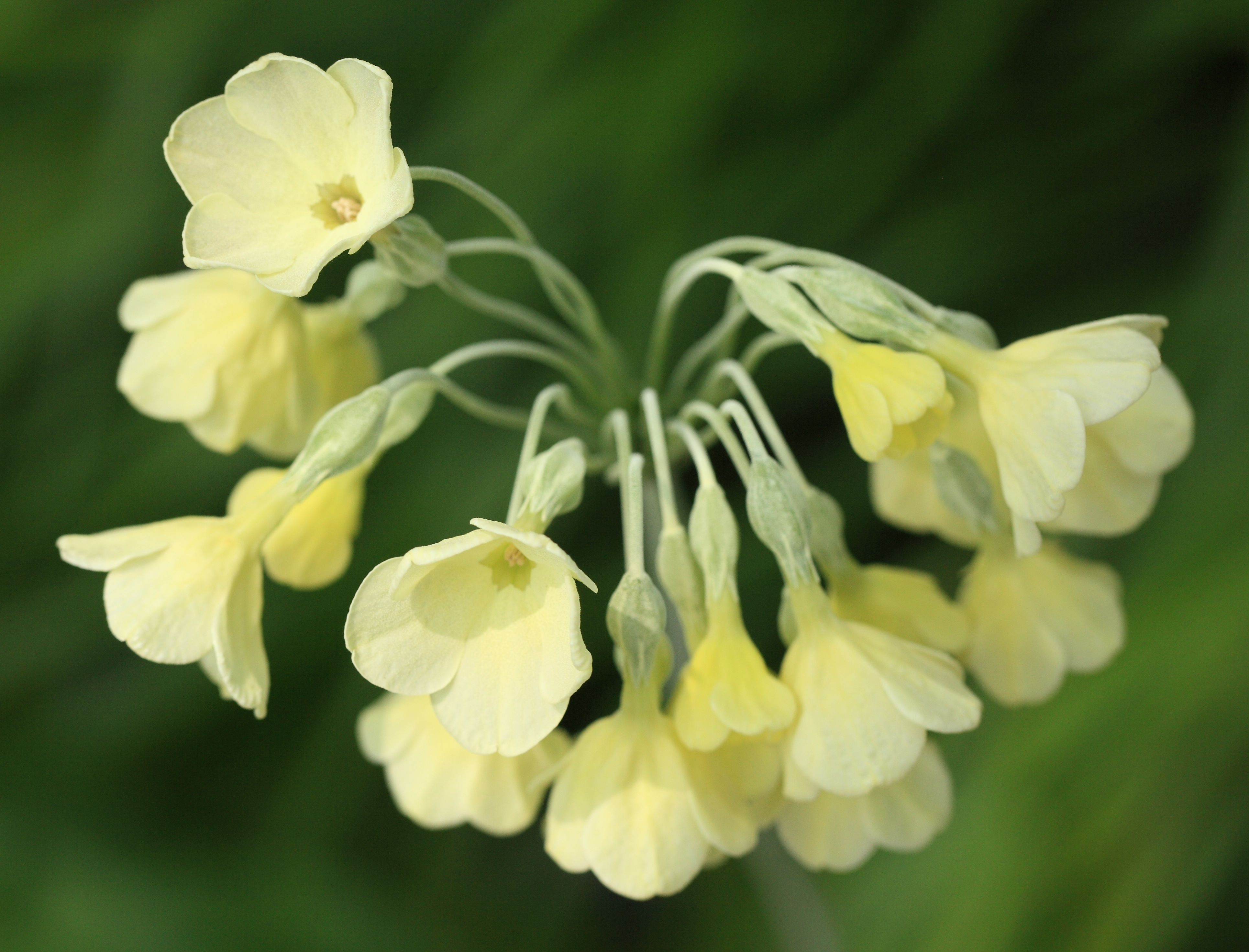